# 热蒂涅
热蒂涅（法語：Gétigné，法語發音：[ʒetiɲe]）是法国大西洋卢瓦尔省的一个市镇，属于南特区。

## 地理
热蒂涅（47°4'32"N, 1°14'58"W）面积23.97 平方千米，位于法国卢瓦尔河地区大区大西洋卢瓦尔省，该省份为法国西北部沿海省份，位于布列塔尼半岛东南部，北起伊勒-维莱讷省，西北接莫尔比昂省，西临大西洋，南至旺代省，东临曼恩-卢瓦尔省。
与热蒂涅接壤的市镇（或旧市镇、城区）包括：布赛、克利松、塞夫勒穆瓦讷。

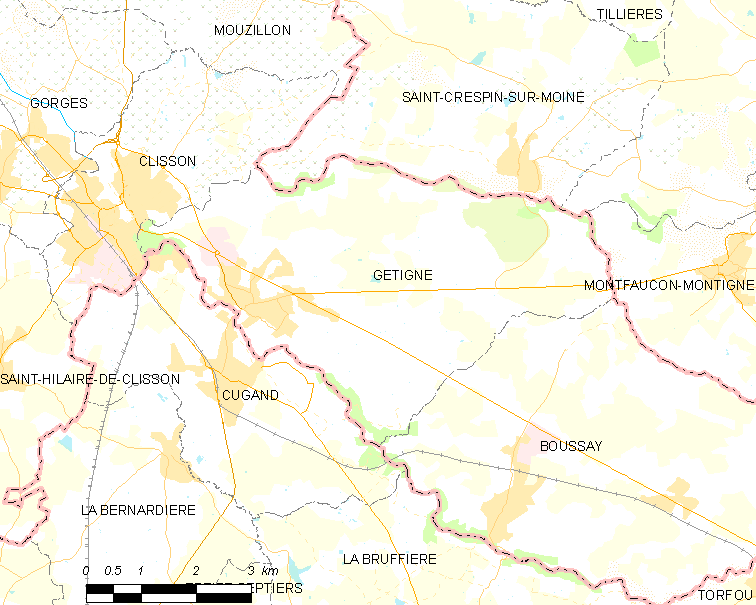
热蒂涅的OSM定位图

热蒂涅的时区为UTC+01:00、UTC+02:00（夏令时）。

## 行政
热蒂涅的邮政编码为44190，INSEE市镇编码为44063。

## 政治
热蒂涅所属的省级选区为克利松县。

## 人口

1962-2008年间热蒂涅人口变化图示

热蒂涅于2022年1月1日时的人口数量为3794人。